# ウォルステンホルム素数
数論におけるウォルステンホルム素数（ウォルステンホルムそすう、英: Wolstenholme prime）とは、強い形のウォルステンホルムの定理を満たすような特別な形をした素数のことである。例えばウォルステンホルムの定理から5以上の素数 p において p−1 までの逆数の和を表す分数の分子は p2 を因数にもつことは知られている。この分数の分子が p3 の因数をもつ素数の事である。名称は19世紀にこの定理を初めて記述した数学者ジョセフ・ウォルステンホルムにちなむ。
ウォルステンホルム素数への最初の興味が湧き上がったのは、また別の数学的重要性を持つフェルマーの最終定理との関連によってであった。ウォルステンホルム素数は、この定理を一般的に証明すべく研究された、他の特別な数の集合とも関係している。
既知のウォルステンホルム素数は、16843 と 2124679 のみである（オンライン整数列大辞典の数列 A088164）。109 以下にはこれ以外にウォルステンホルム素数は存在しない。

## 定義
ウォルステンホルム素数にはいくつかの同値な定義がある。

### 二項係数による定義
素数 p > 7 は、次の合同関係を満たすときウォルステンホルム素数という。
{\displaystyle {2p-1 \choose p-1}\equiv 1{\pmod {p^{4}}}}
ここで左辺は二項係数。
一方ウォルステンホルムの定理によれば、p > 3 なる全ての素数に対し次が成り立つ。
{\displaystyle {2p-1 \choose p-1}\equiv 1{\pmod {p^{3}}}}

### ベルヌーイ数による定義
素数 p は、ベルヌーイ数 Bp−3 の分子を割り切るときウォルステンホルム素数という。よってウォルステンホルム素数は非正則素数の部分集合である。

### 非正則素数による定義
素数 p は、(p, p–3) が非正則素数の対になるときウォルステンホルム素数という。

### 調和数による定義
素数 p は、調和数 {\displaystyle H_{p-1}} を既約分数で表したときの分子が p3 で割り切れるときウォルステンホルム素数という。

## 研究とその現状
ウォルステンホルム素数の研究は1960年代に始まってから数十年にわたり続いている。最新の結果は2007年に発表された。最小のウォルステンホルム素数 16843 は1964年に発見されたが、当初は明示的に報告されていなかった。1964年の発見は後に1970年代の独立した発見により追認された。ほぼ20年間、これが唯一の既知のウォルステンホルム素数だったが、1993年に2番目のウォルステンホルム素数 2124679 の発見が公表された。
1.2×107 までの範囲でこれら以外のウォルステンホルム素数はなく、この範囲は徐々に広げられた。具体的には2×108以下（McIntosh, 1995年）、2.5×108以下（Trevisan & Weber, 2001年）、109以下、1011以下（Booker et al., 2022年）。

## ウォルステンホルム素数の個数の予想
ウォルステンホルム素数は無限個存在すると予想されている。また素数定理から x 以下のウォルステンホルム素数の個数は約 ln ln x 個（ ln は自然対数）だと予想されている。素数 p ≥ 5 に対しウォルステンホルム商 は
{\displaystyle W_{p}{=}{\frac {{2p-1 \choose p-1}-1}{p^{3}}}}
と定義される。明らかに、p がウォルステンホルム素数であることと Wp ≡ 0 (mod p) であることは同値である。数値計算からは、Wp を pで割った余りは {0, 1, ..., p–1} 上ランダムに分布することが示唆されている。

## さらに詳しく
- Babbage, C. (1819), “Demonstration of a theorem relating to prime numbers”, The Edinburgh Philosophical Journal 1:  46–49
- Krattenthaler, C.; Rivoal, T. (2009), “On the integrality of the Taylor coefficients of mirror maps, II”, Communications in Number Theory and Physics 3, arXiv:0907.2578, Bibcode: 2009arXiv0907.2578K
- Wolstenholme, J. (1862), “On Certain Properties of Prime Numbers”, The Quarterly Journal of Pure and Applied Mathematics 5:  35–39